# Стів Фостер
Стів Фостер (англ. Steve Foster; нар. 24 вересня 1957, Портсмут) — англійський футболіст, що грав на позиції захисника.
Виступав, зокрема, за «Брайтон енд Гоув», з яким став фіналістом кубка Англії, та «Лутон Таун», з яким вигравав Кубок Футбольної Ліги. Також зіграв кілька матчів за національну збірну Англії.

## Клубна кар'єра
У дорослому футболі дебютував 1975 року виступами за «Портсмут», який виступав у Третьому дивізіоні. 1978 року клуб вилетів у Четвертий дивізіон, проте Фостер продовжив виступи за клуб. Всього провів за клуб з рідного міста чотири сезони, взявши участь у 109 матчах чемпіонату. Більшість часу, проведеного у складі «Портсмута», був основним гравцем захисту команди.
Влітку 1979 року перейшов у «Брайтон енд Гоув», що грав у елітному дивізіоні, де відразу став основним захисником. 1983 року команда вийшла у фінал Кубка Англії, де Брайтон програв «Манчестер Юнайтед». У тому ж році «чайки» вилетіли у другий дивізіон, але Стів провів в команді ще півроку.
На початку 1984 року перейшов в «Астон Віллу», в якій грав протягом усього року, після чого перейшов у «Лутон Таун», який також виступав в «еліті». У «Лутоні» Стів став лідером в центрі оборони і був капітаном клубу у сезоні 1987/88, в якому «шляпники» виграли перший у своїй історії Кубок Футбольної Ліги.
Протягом 1989–1992 років виступав за «Оксфорд Юнайтед», що грав у Другому дивізіоні.
Завершив професійну ігрову кар'єру у клубі «Брайтон енд Гоув», у складі якого виступав раніше. Але на цей момент «чайки» перебували вже у Третьому дивізіоні. Вдруге Фостер прийшов до команди влітку 1992 року і захищав її кольори до припинення виступів на професійному рівні у 1996 році.

## Виступи за збірну
23 лютого 1982 року дебютував в офіційних матчах у складі національної збірної Англії в товариській грі проти збірної Північної Ірландії, а 25 травня провів свій другий матч — товариську гру зі збірною Нідерландів на «Вемблі», яка завершилась перемогою англійців з рахунком 2:0.
Того ж року був включений до заявки збірної на чемпіонат світу 1982 року в Іспанії, де зіграв лише в одному матчі проти збірної Кувейту.
Після закінчення мундіалю новим тренером англійців призначили Боббі Робсона, який більше жодного разу не залучив Стіва до ігор збірної. Всього протягом кар'єри у національній команді провів у формі головної команди країни 3 матчі.

## Досягнення
- Володар Кубка англійської ліги: 1987-88